# 卢德勒凡
卢德勒凡（法語：Loudrefing，法語發音：[ludʁəfɛ̃]；洛林法兰克语：Luterfing）是法国摩泽尔省的一个市镇，属于萨尔堡-萨兰堡区。

## 地理
卢德勒凡（48°51'7"N, 6°52'45"E）面积23 平方千米，位于法国大東部大區摩泽尔省，该省份为法国东北部内陆省份，是洛林的一部分，西南接默尔特-摩泽尔省，东临下莱茵省，北与卢森堡和德国接壤。
与卢德勒凡接壤的市镇（或旧市镇、城区）包括：贝勒福雷、屈坦、因斯维莱尔、洛尔、洛斯特罗夫、米特赛姆、罗尔巴克莱迪约兹、维贝斯维莱尔。

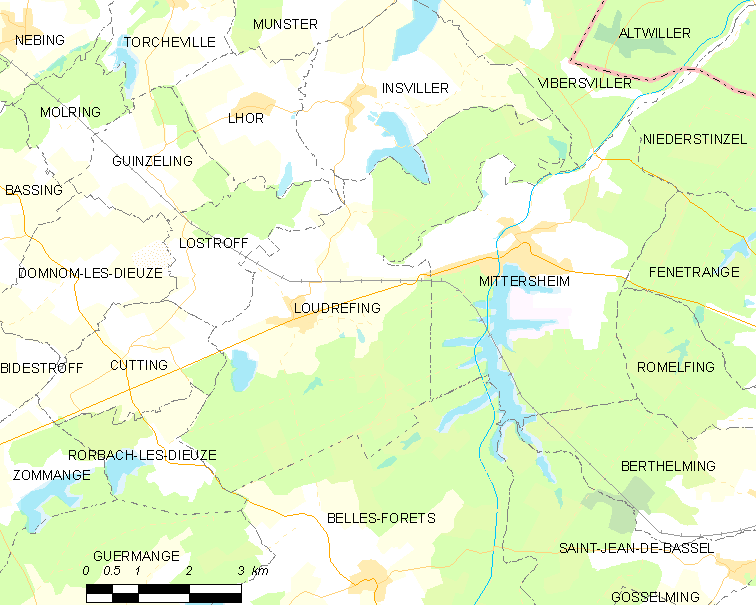
卢德勒凡的OSM定位图

卢德勒凡的时区为UTC+01:00、UTC+02:00（夏令时）。

## 行政
卢德勒凡的邮政编码为57670，INSEE市镇编码为57418。

## 政治
卢德勒凡所属的省级选区为索努瓦县。

## 人口

1962-2008年间卢德勒凡人口变化图示

卢德勒凡于2022年1月1日时的人口数量为301人。